# Socialfascism
Socialfascism är ett begrepp som Kommunistiska internationalen använde under slutet av 1920-talet och början av 1930-talet för att utpeka socialdemokratin som politiskt jämställd med fascism, det vill säga socialistisk i ord, men fascistisk i handling. Stalin menade att socialdemokrater skulle bekämpas på samma sätt som fascister, men efter nazismens maktövertagande i Tyskland 1933 övergav Stalin den idén och förespråkade istället folkfront tillsammans med socialdemokraterna och borgerliga demokrater mot fascisterna. Officiellt avskaffades idén om socialfascism vid Kominterns sjunde världskongress 1935.
I Sverige använde KPML(r) begreppet på samma sätt under 1970-talet, som en beteckning på socialdemokraterna. Begreppet förekommer bland annat i den KPML(r)-anknutna proggruppen Knutna nävars sångtexter. Begreppet har även kommit att användas av andra grupperingar på vänsterkanten för att påtala vad de menar är fascistiska tendenser inom den socialdemokratiska delen av arbetarrörelsen.
Termen socialfascism blev med tiden ett uttryck för den inom vissa socialistiska rörelser dominerande bilden att partier och stater som inte kämpade för socialismen och kommunismen, i olika grad var att betrakta som fascistiska. Ett uttryck för denna bild är exempelvis den i Östtyskland officiella beteckningen på Berlinmuren, "Den anti-fascistiska skyddsvallen", uppförd till värn för influenser från det med socialistisk terminologi facistiska Väst.
Termen socialfascism tros ha myntats av Ernst Thälmann. Begreppet är tänkt som en extrem parallell till Lenins begrepp socialchauvinism. Ordet socialfascism kan dock inte ses som en brett använd marxistisk term utan har bara använts av stalinister under begränsade perioder.